# Carré Otis
Carré Otis (San Francisco, 28 settembre 1968) è una modella e attrice statunitense.

## Biografia
Frequenta la Marin Academy di San Rafael, in California. Comincia la sua carriera come fotomodella, posando per varie riviste come Vogue, Elle, GQ, Esquire, Marie Claire, Playboy, Harper's Bazaar, Cosmopolitan, Allure e altre. È stata il volto di diverse campagne pubblicitarie di alta moda come Marina Rinaldi, Calvin Klein, Donna Karan, Guess?, Blumarine, Revlon, Giorgio Armani, Enrico Coveri, Ralph Lauren, L'Oréal e Ray-Ban. Oltre agli editoriali sfila per varie maison anni novanta come Gianni Versace, Dolce & Gabbana, Gucci, Todd Oldham, Max Mara.
Come attrice recita il ruolo della giovane e fragile Emily Reed in Orchidea selvaggia, film soft-erotico del regista Zalman King. Nel 1992 sposa l'attore e pugile Mickey Rourke (reduce dal successo di 9 settimane e ½). La loro tormentata storia d'amore, piena di contrasti, atti di sadismo, colpi di testa, tradimenti e alcolismo, li porterà al divorzio nel dicembre del 1998. Nonostante tutto, la carriera cinematografica della Otis non prenderà mai il volo, e la sua carriera di modella comincerà a stagnare dopo un suo consistente aumento di peso. Vegetariana, qualche anno dopo il divorzio da Rourke, la Otis ha riguadagnato popolarità come modella per taglie forti.

## Filmografia
- Orchidea selvaggia (Wild Orchid) (1989)
- Uscita di sicurezza (Exit in Red) (1996)
- Simon Says (1998)
- Going Back (2001) (TV)
- Under Heavy Fire

### Apparizioni televisive
- Carré Otis: The E! True Hollywood Story (2001)
- Tracey Takes On... - episodio: Erotica (numero 4.6) (1999)

## Agenzie
- Storm Models Agency - Londra
- NEXT Management
- Look Models International - Vienna